# Horka (Evaň)
Horka je malá vesnice, část obce Evaň v okrese Litoměřice. Nachází se asi 2 km na západ od Evaně. V roce 2009 zde bylo evidováno 49 adres. V roce 2011 zde trvale žilo 30 obyvatel.
Horka leží v katastrálním území Horka u Libochovic o rozloze 2,41 km2.

## Historie
Nejstarší písemná zmínka pochází z roku 1415.

## Obyvatelstvo
|           | 1869 | 1880 | 1890 | 1900 | 1910 | 1921 | 1930 | 1950 | 1961 | 1970 | 1980 | 1991 | 2001 | 2011 |
| --------- | ---- | ---- | ---- | ---- | ---- | ---- | ---- | ---- | ---- | ---- | ---- | ---- | ---- | ---- |
| Obyvatelé | 121  | 111  | 112  | 118  | 122  | 119  | 119  | 89   | 82   | 74   | 52   | 33   | 23   | 30   |
| Domy      | 22   | 24   | 22   | 23   | 25   | 25   | 28   | 31   | 25   | 24   | 19   | 25   | 25   | 26   |